# Klášter Tihany
Klášter Tihany (vyslov tyhaň) je benediktinský klášter ve vsi Tihany, na poloostrově v severozápadní části jezera Balaton, v Maďarsku.

## Založení kláštera
Zakládací listina kláštera je v Maďarsku nejstarší, v původní formě dochovanou písemnou památkou, ve které jsou jednoznačně identifikovatelná maďarská slova. Text je psán latinsky, ale obsahuje několik maďarských slov a výrazů. Dokument je uložen v archívu Vrchního opatství v Pannonhalmě. S orientovanou budovou kostela s rovným ukončením chóru sousedil pravidelný čtvercový objekt kláštera. S výjimkou krypty a tuctu kamenosochařských děl středověké budovy zcela zmizely. Postupně byly nahrazeny románskými stavbami.
Opatství bylo založeno roku 1055 uherským králem Ondřejem I. a bylo zamýšleno jako pohřebiště arpádovské dynastie. Zakládací listina kláštera obsahuje i několik slov v maďarštině. Ondřej je zde pochován v románské kryptě, která jako jediná přežila turecké vpády.

## Historie kláštera
Jako zázrakem nebyl klášter v období tatarských nájezdů (1241-1242) poškozen. Určitě již v této době existoval nějaký ochranný val, ale po odchodu Tatarů bylo kolem kláštera vybudováno opevnění. Zásadní změnu v životě klášterního objektu přinesly turecko-maďarské války. V r. 1534 zde skončil klášterní život a objekt se stal významným prvkem v systému hraničních ochranných hradů v oblasti jezera Balaton. Veškeré známky církevního života zde byly v období následujících 150 let zničeny. V r. 1674 vojáci vrátili budovu svému původnímu účelu. Bohužel v r. 1683 vypukl tragický požár, který klášterní budovy srovnal se zemí. Po ukončení bojů s Turky v r. 1699 už opevnění ztratilo smysl a proto bylo v r. 1702 odstraněno.
V r. 1719 začaly obnovovací práce, a to na základě projektu karmelitánského architekta Mártona Wittwera. Klášter začal fungovat se dvěma obyvatelnými místnostmi a s kryptou pro bohoslužby. Středověké budovy byly zcela zbourány a za necelá tři desetiletí se vybudoval nový, velký barokní kostel. Chrám o dvou věžích (vysoké 35 m) o délce 46 metrů a šířce 16 metrů byl dokončen roku 1754. Ve stejné době byla dokončena i budova kláštera. Vysvěcení kostela bylo zpožděno kvůli požáru v r. 1763. Zachovalé vybavení z tohoto období (kazatelna, oltáře, galerie s varhanami, nádherné dřevořezby chórových lavic) vyzařují i v současné době pravou barokní atmosféru.
V r. 1786 císař Josef II. rozpustil i benediktinský řád. Mniši museli opustit klášter, mohl zůstat pouze jeden z nich, který zde zastával funkci faráře. Do Tihaně se mohli řádoví bratři vrátit až v r. 1802, obdobně jako do kláštera Pannonhalma. V r. 1889 při velké rekonstrukci kostela se rozhodlo, že vnitřní prostor bude vyzdoben i nástěnnými malbami. Vymalováním tří obloukových polí byli pověřeni tři význační malíři této doby Lajos Deák-Ébner, Károly Lotz a Bertalan Székely.
Barokní kostel s bohatou výzdobou pochází z let 1740-1754. Zlacené dřevořezby ve stylu rokoka jsou dílem rakouského řezbáře Sebastiena Stulhoffa, k jehož osobě se vtahují různé legendy. Bezpečně víme jen, že do Tihaně přijel z Vídně v r. 1754 ve věku 31 let. Zde věrně sloužil řádu po dobu 25 let, umřel v r. 1779 a byl pohřben pod lodí kostela v kryptě určené pro ostatky mnichů. Do řádu však nikdy nevstoupil, ani nebyl laickým bratrem.
Roku 1921 sloužil klášter jako krátkodobé vězení pro bývalého císaře Karla I. a jeho manželku Zitu.

## Budova a její části

### Krypta
Pod apsidou se nachází nejstarší zachovalá část kostela - krypta. Je to trojlodní prostor podepřený třemi páry pilířů. Vstup do něj zajišťují schody vedoucí do presbyteria. Je to jediná zachovalá část původního kostela z 11. století. Původně byla vybudována jako královské pohřebiště a byly zde umístěny ostatky krále Ondřeje I. a jeho syna Davida. Prostor krypty byl několikrát přestavěn, obnoven, rekonstruován, rozkopán, podlaha předělána a zdi přestavěny a omítka obnovena. V 18. století zdi ozdobil Ambrosio Dornetti nástěnnými malbami, později v r. 1889 byla krypta opět vymalována pod vedením Károlye Lotze. Po odstranění nástěnných maleb byla v r. 1955 byla obnovena původní, románská podoba. Náhrobní kámen krále Ondřeje, ozdobený pouze křížem a bez jakéhokoliv nápisu, byl umístěn na současné místo.
Dnes je v klášterní budově muzeum týkající se historie opatství a Balatonu.